# Federico Cattani Amadori
Pour les articles homonymes, voir Cattani et Amadori.
Federico Cattani Amadori, né le 17 avril 1856 à Marradi en Toscane, Italie, et mort le 11 avril 1943 à Rome, est un cardinal italien du XXe siècle.

## Biographie
Federico Cattani Amadori est professeur au séminaire de Modigliana, fait du travail apostolique dans le diocèse de Modigliana et y est vicaire général. Il exerce des fonctions au sein de la curie romaine, notamment comme visiteur apostolique à Marsica, secrétaire de la commission cardinalice sur les questions des compétences entre les congrégations romaines, et secrétaire au tribunal suprême de la Signature apostolique. Il est nommé protonotaire apostolique en 1926.
Le pape Pie XI le créé cardinal au consistoire du 18 décembre 1935. Le cardinal Cattani participe au conclave de 1939, à l'issue duquel Pie XII est élu.